# 김태웅 (성우)
김태웅(1959년 1월 18일 ~ )는 대한민국의 성우이다. 1981년부터 연극 배우로 활동하다가 1984년 KBS에 입사했으며, 현재는 KBS 19기이다. 한국방송 성우극회 소속.

## 주요 출연작품

### 애니메이션
- 독수리 5형제(KBS) - 용
- 정의의 용사 카봇(KBS) - 블랙 콘보이
- 우정의 그라운드(KBS) - 브레더
- 요리왕 비룡(KBS) - 천봉
- 알프스의 장미(KBS) - 나치군
- 원피스(KBS) - 웨이튼 / 필립
- 코난(MBC)
- 마법소녀 리나(SBS) - 칸젤
- 롤러왕 파워킹(SBS) - 문어악당 부하1 / 경관
- 마크로스(SBS) - 비엔느 더스틴
- 숲 속의 백설공주(SBS)
- 해로와 토레미(SBS)
- 꼬마공룡 딩크(SBS) - 플랠
- 캡틴 테일러(SBS) - 해럴드 커트리 / 스카이
- 요술공주 밍키(SBS)
- 마계도시(VIDEO) - 해설 / 메피스트
- 수라왕 슈라토(VIDEO) - 달바왕 쿠우가
- 트라이건(VIDEO)
- 마이티 마우스(VIDEO)
- 형사 가제트(VIDEO) - 부하2 / 경찰1 / 베넘 교수
- 루팡 3세(투니버스)
- 몬스터(투니버스) - 헨리크 서장
- 바람의 전사(투니버스)
- 헬로 스팽크(투니버스) - 오방덕
- 우주탐사대(투니버스)
- 천방지축 덩크슛(SBS)

### 애니메이션 영화
- 나루토 1기 극장판(투니버스) - 감독
- 명탐정 빠세(KBS) - 카트
- 이집트 왕자 - 히브리인
- 오린의 대모험(SBS)

### 영화
- 올 파이어드 업(SBS)
- 풍운(KBS) - 우악
- 쥬라기 공원2(SBS)
- 런어웨이 브라이드(KBS)
- 폴리스 스토리 2(SBS) - 폭파범의 동료(장오랑) / 회장(관산) / 경찰(용천생)
- 폴리스 스토리 3(SBS) - 판사(존 웨이크필드)
- 폴리스 스토리 4(SBS) - 서걸(루학현)
- 청사(KBS) - 노를 젓는 남자(역천웅)
- 터미네이터(KBS, SBS) - 경찰(에드 도건스) / 사라의 남자친구(전화소리)/ 반란군(KBS판)
- 무간도 2(KBS) - 엽 교장(허금봉) / 흑귀(오지군)
- 인디펜던스 데이(SBS) - 왓슨(빌 스밋트로비치) / 지미(해리 코닉 주니어)
- 미션 임파서블(SBS)
- 아메리칸 스윗하트(KBS) - 앵커(제프 마이클)
- 데드라인(KBS)
- 마이티(SBS)
- 나 홀로 집에(SBS) - 산타(켄 허드슨 캠벨)
- 캐치 미 이프 유 캔(SBS) - 폭스(프랭크 존 휴즈) / TV 방송 해설 / 열차표 판매원 / 항공사 직원 / 호텔 직원
- 위대한 유산(KBS) - 앤튼(랜스 레드딕)
- 데스페라도(SBS) - 술꾼(티토 라리바) / 부초의 부하(카를로스 고메즈)
- 장미의 이름(SBS)
- 엑소시즘(KBS)
- 쇼생크 탈출(SBS) - 동료 죄수(브라이언 리비) / 은행장(제임스 키식키) / 슈퍼 마켓 매니저(폴 케네디)
- 마이너리티 리포트(SBS) - 가드온(팀 블레이크 넬슨)
- 25살의 키스(SBS) - 거스
- 인생(KBS) - 의사
- 초콜릿(KBS) - 쟝 마르크(안토니오 길)
- 미스터 디즈(KBS)
- 주성치의 성전강호(SBS)
- 청혼(KBS) - 맥스
- 브라더스(KBS) - 프레벤
- 잉글리쉬 페이션트(KBS) - 하디(케빈 와텔리)
- 로마의 휴일(97년 더빙판/KBS) - 브래블리의 친구(리차드 엠씨나마라) / TV 방송 / 꽃집 주인 / 경비원 / 기자
- 비치(KBS)
- 그랑 블루(KBS) - 신부(안드레아스 부트시나스)
- 사선에서(KBS) - 코핀저 요원(스티브 레일즈백)
- 세례를 받다(KBS) - 알렉세이 고먼(크리스천 윌킨슨)
- 아버지의 그늘(KBS)
- 페어 게임(SBS)
- 유브 갓 메일(SBS) - 케빈(데이브 채플리)
- 존 큐(KBS) - 램플리(폴 조핸슨)
- LA 컨피덴셜(KBS) - 자니(파올로 세건티) / 기자(밥 클렌드닌)
- 마틴 쉰의 유죄추정(SBS)
- 터미널 스피드(SBS)
- 라간(KBS) - 골리 / 카튼 소령
- 도망자(SBS) - 알렉 렌츠(데이비드 달로우) / 스티븐스(마이크 바카렐라) / 간수(판초 데밍스)
- 클리프행어(KBS) - 에릭의 동료(데니스 프로스트) / FBI 요원(존 핀) / 구조대 무전
- E.T.(KBS)
- 엑시덴탈 스파이(KBS)
- 파이널 디시즌(SBS)
- 스튜어트 리틀 2(KBS) - 코치(짐 더간)
- 딥 스타 식스(SBS) - 오스본(론 캐롤)
- 조지 오브 정글(KBS)
- 또다른 탄생(SBS)
- 화이트 히어로(KBS) - 훌리오(치치 매린)
- 리쎌 웨폰3(SBS)
- 골든 게이트(KBS)
- 밀레니엄 캅(KBS) - 진압대장
- 레인저 스카우트(KBS)
- 결전(KBS) - 당비(이위상)
- 타임라인(KBS)
- 행복했던 여자(KBS)
- 12몽키즈(SBS)
- 사랑의 용기(SBS)
- 스페이스 카우보이(SBS) - 탱크 설리번(제임스 가너)
- 프로젝트 A(KBS) - 주영령의 부하(장오랑) / 웨이터(두소명)
- 매드 맥스 2(SBS) - 네이단(데이빗 도우너) / 구두쇠(시드 헤이른)
- 늑대의 제국(KBS) - 아제르(데이빗 캄메노스) / 라비 교수(장 피에르 마틴)
- 임포스터(SBS)
- 크로커다일 던디2(KBS)
- 링(SBS) - 리차드 모건(브라이언 콕스)
- 사하라(KBS) - 모디고(폴인 퍼두우프)
- 튜니티라 불러다오(KBS) - 총잡이(길도 디 마르코)
- 셰리 베이비(KBS) - 페르난데스 감찰관(지안카를로 에스포시토)
- 향수: 어느 살인자의 이야기(KBS) - 발디니의 조수(티모시 데이비스) / 마을 상인 / 의원
- 좋은 친구들(SBS) - 비니(찰스 스콜세이지) / 지미의 변호사(에디 헤이즈) / 마피아(피터 시케일)
- 드라큘라(KBS) - 아더(캐리 엘위스)
- 집행자(SBS) - 퀸시(루이스 구즈만)
- 에스토마고(KBS) - 리노
- 흐르는 강물처럼(KBS) - 머피(윌리엄 훗킨스)
- 레알(SBS) - 맥시의 할아버지
- 팜므파탈(SBS) - 릴리의 아빠(장 마리 프린)
- 캥거루 잭(SBS) - 살바토레 마지오(크리스토퍼 월큰)
- 마이클 클레이튼(KBS) - 월터(토마스 맥카시) / 마이클/진/티미의 아버지(케빈 헤이건)
- 웰컴 투 사라예보(KBS) - UN 책임자(케리 셰일)
- 드러머(KBS) - 아칭
- 취권(SBS) - 석두(산괴) / 황비홍의 친구(이초준)
- 시네마 천국(SBS) - 시치오(엔조 카나발)
- 34번가의 기적(KBS)
- 일급 살인(KBS) - 바이런(브래드 듀리프)
- 나일의 대모험(KBS)
- 볼사리노2(KBS)
- 아이가 커졌어요(KBS)
- 부귀열차(SBS)
- 라스트 모히칸(KBS)
- 돈가방을 든 수녀(SBS)
- 프랑스 중위의 여자(KBS)
- 라스베이거스 대부(KBS)
- 베스트 키드(KBS) - 월크(유진 볼스)
- 복제 로봇 대소동(KBS)
- 선택받은 사람들(KBS)
- 코튼 클럽(SBS)
- 프레시디오(SBS)
- 화이트 도그(KBS)
- 콜리야(SBS) - 호덱
- 언컨디셔널 러브(SBS) - 맥스(댄 애크로이드)
- LA 스토리(SBS)
- 언더시즈(SBS) - 톰(닉 맨쿠소) / 조리사(레이몬드 크루즈)
- 백 투 더 퓨처 3 (KBS) - 데이브 (마크 맥클루어) / 뷰포드의 동료(숀 설리반)
- 영화소년 샤오핑(KBS) - 의사(우진화)
- 소피 숄의 마지막 날들(KBS) - 로버트 모어의 비서(클라우스 핸들)
- 타이타닉 타운(SBS) - 토니(로컨 크래니치)
- 다빈치 코드(KBS) - 앙드레(위르겐 프로흐노) / 주교(프란체스코 카르네뤼티)
- 도시의 블루스(KBS) - 부소장(리차드 록밀러)
- 첩혈쌍웅(KBS) - 조사관
- 겟어웨이(KBS)
- 올리브 나무 사이로(SBS)
- 아이덴티티(KBS) - 로즈(레이 리오타)
- 내 사랑 신디(KBS) - 학교 선생님(제이미 리 미첼)
- 퀴즈 쇼(KBS) - 의원(조셉 아타나시오)
- 신 정무문 2(SBS) - 할아버지 (백문표)
- 머더 1600(KBS)
- 이중 노출 (KBS) - 잭 골드(안소니 힐드)
- 쌍룡회(KBS)
- 스컬스(KBS) - 루퍼트(나이젤 베넷)
- 미로(KBS) - 경찰
- 007 위기일발(KBS) - 호텔 지배인(안드레 채리스)
- 아나스타샤(KBS) - 블라도스(카렐 스테파넥)
- 파리의 고갱(KBS)
- 수호전지 영웅본색(SBS) - 육경(임위)
- 에이스 벤츄라(SBS)
- 토탈 리콜(SBS)
- 배트맨 (SBS) - 경찰(레그 터너)
- 배트맨 2 (SBS) - 직원(스티브 위팅) / 팽귄의 부하(브랜즈컴 리치먼드)
- 세븐(SBS) - 형사(피터 크롬비) / 의사(리차드 포트나우) / 변호인(리처드 시프)
- 천룡팔부 (SBS) - 스님(우문중)
- SAS 특공대 (KBS) - 맥(마크 라이언)
- 스미스씨 워싱턴에 가다(KBS) - 의원(존 딜슨)
- 비둘기가 날 때 (KBS) - 경찰(니올 토이빈) / 기자(팻 라팬)
- 수퍼캅 (SBS) - 집사(에밀리오 델 피아네) / 경찰(세르지오 우크마)
- 노인과 바다 (KBS) - 젋은 산티아고(프란체스코 퀸) / 안데르즈(폴 칼데론)
- 홀리 맨 (KBS) - 아나운서(데이브 코리)
- 내 이름은 브루스 2 (SBS) - 존슨(로버트 기욤) / 샘(딕 카프리) / 바덴터(피터 브라이슨)
- 도리언 그레이의 허상 (KBS) - 파커(제프 브라운스타인)
- 육지금마 (SBS) - 동방백(서금강)
- 콘 에어 (KBS) - 윌리 심스 요원(호세 수니가) / 호모 샐리(레놀리 산티아고) / 콘 에어 부기장(마티 맥솔리)
- 예수라 불리는 아이 (SBS) - 마르치오(로베르토 비사코)
- 오버 더 톱 (KBS) - 불량배(매직 슈바르츠)

### 외화
- 터보유격대(VIDEO) - 블랙 터보
- 파워 포스 레인저(SBS) - 마스터 오그
- 판관 포청천(KBS) - 한호접
- 닥터 후(KBS)
- 커맨더 인 치프(KBS) - 짐 가드너(해리 레닉스)
- 삼국지(KBS) - 허유
- 측천무후(SBS) - 정남영
- X파일(KBS)
- 초한지(KBS) - 항백

### 인터넷
- 울어도 좋습니까(옛날방송국) - 친구

### 방송
- 아인슈타인의 위대한 발견(KBS)
- KBS 무대 10년(선택)(KBS 제2라디오)
- KBS 무대 10년(여자의 쪽배)(KBS 제2라디오)
- 연속낭독(춘아, 춘아, 옥단춘아, 네 아버지 어디갔니?)(KBS 제3라디오)
- 야인시대(SBS)(단역 출연)

### 게임
- 메크커맨더 2